# Pello
Pello, fino al 1949 conosciuto con il nome di Turtola, è un comune finlandese di 3 262 abitanti, situato nella regione della Lapponia.